# 수화
수어(手話) 또는 손말은 소리가 아닌 손짓을 이용해서 말을 한다. 청각장애인이 주로 사용한다.
음성 언어와 마찬가지로 수화언어도 지역마다 차이가 있으며, 서로 같은 음성 언어를 쓰는 나라들이 서로 다른 수어를 쓰는 경우도 있다. 그렇지만 서로 차이가 큰 음성 언어를 쓰는 나라 사이에서 서로 비슷한 수화언어가 사용되는 경우도 있으며 음성 언어 사이의 공통점보다는 수어 사이의 공통점을 찾기 쉽다.
음성 언어의 의미는 음소를 통해 표현되며 음소마다 조음점, 조음 방법 등의 자질이 있는 것처럼, 수화언어의 의미는 동작을 통해 표현되며 동작마다 손의 모양, 손바닥의 방향, 손의 위치, 손의 움직임, 얼굴 표정 등의 자질의 조합을 볼 수 있다. 수어로 된 단어가 없는 단어는 지문자로 표현한다. 숫자는 지숫자로 표현한다.
음성 언어를 배우며 자라는 아기가 옹알이를 통해 발음 연습을 하는 것처럼, 수어를 보고 자라는 아기는 손짓으로 수어 연습을 한다. 음성언어의 옹알이보다 수어의 손짓이 더 일찍 관찰된다. 이와 같이 수어도 음성 언어와 비슷한 점이 많다.

## 개념과 용어
수어를 제스처와 혼동하기도 하나, 수어는 독립적인 체계를 지닌 언어이다. 제스처와 무언극은 손짓과 몸짓으로 메시지를 표현하고 표정이나 머리의 움직임으로 정서를 표현하는 반면, 수어는 손의 움직임, 표정, 시선, 입의 모양, 머리의 움직임 등이 함께 메시지를 표현한다. 켄든의 연속체(Kendon’s continuum) 이론에 따르면 제스처, 팬터마임, 엠블럼, 수어는 하나의 연속체를 구성하는데, 우측으로 갈수록 음성 언어가 부재하고, 언어적 특성이 존재하며, 동작이 분절적이고 분석적이다. 수어가 언어임을 드러내는 유명한 사례는 니카라과 수어인데, 이것은 니카라과의 농인들이 가정 안에서 가정 수어(home sign)를 창안하여 사용하다가 1980년에 니카라과 최초의 농학교가 설립되자 학교 안에서 상호작용을 통하여 각자의 가정 수어를 혼합하면서 창조한 새로운 수어 체계이다.
한편, 한국어의 ‘수어’와 ‘수화’라는 용어에 대해서는 상반된 시각이 공존한다. ‘수어’는 ‘언어’의 개념에서 묘사된 용어인데, 수어가 단순한 제스처가 아니라 음성 언어와 구별되는 통사론·구문론적 특징을 지닌 언어라는 점, 언어는 언어 사용자의 문화를 담고 있다는 관점에서 농인들의 농문화를 담을 수 있는 것은 언어적 관점의 용어라는 점, ‘수화’는 ‘구화’(口話)에 대비되는 단어인데 현재 ‘구화’ 대신 ‘구어’라는 용어를 사용한다는 점 등에서 ‘수어’가 지지된다. ‘수화’는 ‘말’의 개념에서 묘사된 용어인데, ‘말’은 음성 언어의 경우 음성으로 표출된 것만, 수어의 경우 눈으로 지각되는 것만 포착할 수 있다는 점, ‘수화’가 농사회에서 대화적인 개념으로 쓰이고 있다는 점 등에서 언어로서의 특성을 잘 담아내지 못한다는 분석이 제기되었다. 반면 ‘수화’라는 용어가 최초로 등장한 것이 일본의 1935년보다 한국의 1928년으로 더 앞선다는 점, ‘수화’라는 용어로 70여 년 동안 농교육이 진행되었다는 점, 한국 사회에서 수어의 개념이 ‘수화’라는 용어로 오랫동안 일반화되었다는 점 등에서 ‘수화’를 지지하기도 한다. 이 때문에 중립적인 용어로서 ‘수화언어’가 등장하기도 하였다.

## 역사
수어는 그 기원을 정확히 설명할 수 없지만, 농인들이 모여 살아 농사회를 구성하면서 그 안에서의 의사소통 수단으로 자연스럽게 만들어지고 사용되어 왔다고 할 수 있다. 수어는 농학교가 설립되면서 집단적이고 조직적으로 활용되기 시작하였는데, 1760년 프랑스 파리에서 세계 최초의 농학교를 설립한 레페(프랑스어: Abbe Charles de l’Epee)는 자연적으로 발생한 프랑스 수어를 프랑스어와 대응하는 체계를 고안하였다. 또 당시 유럽의 각 지역에서는 자연 발생한 스페인 수어, 영국 수어 등이 쓰이고 있었다. 미국에서는 가정 내에서 만들어진 가정 수어와 함께 유럽의 각 식민지에서 이주한 농인들에 의하여 스페인 수어, 영국 수어 등이 혼용되었다. 1817년, 예일 대학교를 졸업한 갤러뎃(Thomas Hopkins Gallaudet)이 농아원(현 미국국립농학교)을 설립하고 프랑스 수어로 교수하기 시작하면서 현재 미국 수어의 60%가량은 프랑스 수어와 유사하게 되었다.
농교육 방법으로 구화법(구화주의)과 수화법(수화주의)이 존재한다. 본래 수화법이 구화법보다 우세하게 사용되다가, 1880년 밀라노에서 열린 국제농교육자회의에서 농아동을 위하여 구화법이 더욱 좋다는 결론을 내리면서, 한동안 수어는 이전만큼의 지위를 차지하지 못하였다. 그러나 농인과 농문화에 대한 존중의 의미에서 수어가 다시 주목받게 되면서, 1960년대를 즈음하여 구화법 대신 수화법이 우선시되고 있다.

## 언어학적 분석
19세기에 프랑스의 오귀스트 베비앙은 수어를 자연어로 보고, 수어 단어를 분석 가능한 합성체로 인식하였다. 그러나 수어를 비언어적인 것으로 보는 관점이 세계를 지배하면서, 언어학적 관점에서의 수어 연구는 지속되었음에도 잘 알려지지 못하였다. 이후 1960년에 미국의 윌리엄 스토키는 미국 수어가 음성 언어에 대한 부차적인 체계가 아니라 음성 언어와 마찬가지로 독립적인 언어임을 수어 단어의 내부 구조를 분석함으로써 입증하였다.

### 음운론
수어의 음소는 수형, 수위, 수동, 수향, 비수지 신호로 분류한다.
수형은 수어 단어를 구성하는 손의 모양이다. 수위나 수동 등 다른 음소는 같은 수어 단어가 수형만으로 대립되는 경우, 손가락의 선택, 손가락의 자세, 손가락의 내부 수동으로 대립된다. 하나의 수어에서 매우 높은 빈도로 나타나고 여러 수어에서 공통으로 발견되는 수형을 무표 수형이라고 한다. 빈도가 높은 수형을 고빈도 수형이라고 하고, 빈도가 낮은 수형을 저빈도 수형이라고 한다.
수위는 수어 단어가 조음(산출)되는 위치이다. 음성 언어가 조음되는 곳이 발성 기관과 조음 기관이라면, 수어가 산출되는 곳은 수어를 발화하는 사람의 신체와 그 주변의 공간, 즉 수어 공간이다. 머리, 이마, 눈, 입, 턱, 귀, 뺨, 목, 어깨, 가슴, 배, 옆구리, 허리 등이 수위가 된다.
수동은 손의 움직임이며, 수향은 손가락과 손바닥의 방향이다. 비수지 신호는 수어를 발화하는 사람의 얼굴, 머리, 신체에서 이루어지는 신호로, 음성 언어의 초분절음운에 대응하는 요소이다.

### 형태론
수어 단어는 음성 언어와 마찬가지로 형태소 단위로 분석할 수 있으며, 수어가 유동적으로 산출됨에 따라서 각 단어는 이형태로 교체된다. 수어 단어는 단일어, 합성어, 파생어, 차용어 등으로 분류된다.

### 통사론
수어는 수어 단어가 순차적으로 배열되기 때문에, 어순에 따라 의미가 결정되는 고립어이다. 그러나 단어의 굴절 측면에서는 굴절어의 특성을, 여러 형태소가 동시에 조음되는 경우가 있다는 측면에서는 교착어의 특성을 보인다. 수어는 시간 부사의 첨가, 수동의 변형, 문법화된 용언의 첨가, 비수지 신호 등으로 시제와 상을 표현한다. 문법화한 형태소의 첨가나 비수지 신호로 양태를 표현한다.

### 분류

수어 어족의 분류
프랑스 수어족
→미국 수어 연속체
→러시아 수어 연속체
→체코 수어 연속체
덴마크 수어족
스웨덴 수어족
독일 수어족
베트남·태국·라오스 수어
아랍 수어족
인도-파키스탄 수어
중국 수어
일본 수어족
BANZSL (영국·호주·뉴질랜드 수어)
남아프리카 수어 (BANZSL의 일부)
고립어
정보 없음

수어는 크게 일곱 개의 어족으로 분류되며, 니카라과 수어와 같이 고립어인 수어도 존재한다. 한국 수어는 일본 수어, 타이완 수어와 함께 일본 수어족에 속한다.

## 지문자
대응하는 수어 단어가 없거나 고유명사인 경우 등은 지문자를 사용한다. 아래는 영어 알파벳에 대응하는 지문자이다.
|             |
|             |
| 영어 지문자 |

## 같이 보기
- 구화법
- 한국 수어
- 한국수어사전
- 한국수화언어법
- 지문자
- 수어 통역
- 수어 방송

## 참고 문헌
- 원성옥·강윤주(2002), 《수화교육개론》.
- 윤병천·김칠관(2019), 《한국수화언어학입문》. (미간행자료)
- 윤병천·김칠관(2020), 《수화교육학입문》.
- 이준우·남기현(2014), 《한국 수어학 개론》.
- 최상배·안성우(2003), 《한국수어의 이론》.